# Аржан-сюр-Содр (кантон)
Аржа́н-сюр-Содр (фр. Argent-sur-Sauldre) — кантон во Франции, находится в регионе Центр, департамент Шер. Входит в состав округа Вьерзон.
Код INSEE кантона — 1802. Всего в кантон Аржан-сюр-Содр входят 4 коммун, из них главной коммуной является Аржан-сюр-Содр.

## Коммуны кантона
| Коммуна         | Население, чел | Почтовый индекс | Код INSEE |
| --------------- | -------------- | --------------- | --------- |
| Аржан-сюр-Содр  | 2 502          | 18410           | 18011     |
| Бланкафор       | 995            | 18410           | 18030     |
| Бринон-сюр-Содр | 1 089          | 18410           | 18037     |
| Клемон          | 642            | 18410           | 18067     |

## Население
Население кантона на 1999 год составляло 5 228 человек.
| 1962  | 1968  | 1975  | 1982  | 1990  | 1999  | 2006 | 2007 |
| ----- | ----- | ----- | ----- | ----- | ----- | ---- | ---- |
| 5 330 | 5 623 | 5 631 | 5 606 | 5 254 | 5 228 | -    | -    |